# زالیوو
زالیوو (به لاتین: Zaljevo) یک منطقهٔ مسکونی در مونته‌نگرو است که در شهرداری بار واقع شده‌است. زالیوو ۶۸۵ نفر جمعیت دارد.